# پورنوساز
پورنوساز (فرانسوی: Le Pornographe‎) فیلمی فرانسوی-کانادایی درام به کارگردانی برتران بونلو محصول سال ۲۰۰۲ است.

## بازیگران
- ژان‌پیر لئو
- ژرمی رنیر
- دومینیک بلان
- آندره مارکن
- کاترین موشه
- لوران لوکا
- اویدی